# Carlos Araújo
Carlos Franklin Paixão de Araújo (São Francisco de Paula, 18 de fevereiro de 1938 – Porto Alegre, 12 de agosto de 2017) foi um advogado trabalhista e político brasileiro que exerceu o cargo de deputado estadual do Rio Grande do Sul em três mandatos de 1 de fevereiro de 1991 a 1 de fevereiro de 2003. Foi casado durante 25 anos com a ex-presidente do Brasil Dilma Rousseff, com quem militou contra a ditadura militar de 1964. Morreu aos 79 anos de idade, por causa de complicações de doença pulmonar obstrutiva crônica, agravada por quadro cardíaco no dia 12 de agosto de 2017. Estava internado no Hospital São Francisco/Santa Casa de Misericórdia desde o dia 26 de julho de 2017.

## Morte
Carlos morreu aos 79 anos de idade, por causa de complicações de doença pulmonar obstrutiva crônica, agravada por quadro cardíaco no dia 12 de agosto de 2017.